# Bisbat de Natitingou
El bisbat de Natitingou (francès:  Diocèse de Natitingou; llatí: Dioecesis Natitinguensis) és una diòcesi de l'Església catòlica pertanyent a Benin, sufragània de l'arquebisbat de Parakou. El 2013 tenia 170.294 batejats al voltant de 759.616 habitants. Actualment és dirigida pel bisbe Antoine Sabi Bio.

## Territori
La diòcesi comprèn el departament d'Atakora, a Benín.
La seu episcopal és la ciutat de Natitingou, on es troba la catedral de la Immaculada Concepció.
El territori s'estén sobre 20.499 km², i està dividit en 26 parròquies.

## Història
La diòcesi va ser erigida el 10 de febrer de 1964, mitjançant la butlla Ne latius pateret del Papa Pau VI, prenent territori de la prefectura apostòlica de Parakou (avui arxidiòcesi). Originàriament era sufragània de l'arquebisbat de Cotonou.
El 10 de juny de 1995 cedí part del seu territori per tal que s'erigís la diòcesi de Djougou.
El 16 d'octubre de 1997 passà a formar part de la província eclesiàstica de l'arquebisbat de Parakou.

## Cronologia episcopal
- Patient Redois, S.M.A. † (10 de febrer de 1964 - 11 de novembre de 1983 renuncià)
- Nicolas Okioh † (11 de novembre de 1983 – 10 de juny de 1995 renuncià)
- Pascal N'Koué (28 de juny de 1997 - 14 de juny de 2011 nomenat arquebisbe de Parakou)
  - Sede vacante (2011-2014)
  - Antoine Sabi Bio (2011-2014) (administrador apostòlic)
- Antoine Sabi Bio, des del 13 de març de 2014

## Estadístiques
A finals del 2013, la diòcesi tenia 170.294 batejats sobre una població de 759.616 persones, equivalent al 22,4% del total.
| any  | població | població | població | sacerdots | sacerdots       | sacerdots       | sacerdots             | diaques | religiosos | religiosos | parroquies |
| ---- | -------- | -------- | -------- | --------- | --------------- | --------------- | --------------------- | ------- | ---------- | ---------- | ---------- |
| any  | batejats | total    | %        | total     | clergat secular | clergat regular | batejats por sacerdot | diaques | homes      | dones      |            |
| 1970 | 6.300    | 368.500  | 1,7      | 30        | 5               | 25              | 210                   |         | 30         | 38         | 16         |
| 1980 | 10.525   | 433.525  | 2,4      | 25        | 5               | 20              | 421                   |         | 27         | 51         | 23         |
| 1990 | 18.490   | 602.407  | 3,1      | 24        | 12              | 12              | 770                   |         | 16         | 65         | 23         |
| 1999 | 18.652   | 605.152  | 3,1      | 27        | 26              | 1               | 690                   |         | 8          | 84         | 22         |
| 2000 | 19.662   | 606.000  | 3,2      | 35        | 31              | 4               | 561                   |         | 11         | 81         | 24         |
| 2001 | 30.085   | 402.097  | 7,5      | 37        | 26              | 11              | 813                   |         | 16         | 29         | 25         |
| 2002 | 76.397   | 561.381  | 13,6     | 33        | 28              | 5               | 2.315                 |         | 11         | 30         | 24         |
| 2003 | 79.763   | 561.381  | 14,2     | 41        | 28              | 13              | 1.945                 |         | 28         | 33         | 25         |
| 2004 | 110.661  | 553.417  | 20,0     | 43        | 34              | 9               | 2.573                 |         | 23         | 45         | 26         |
| 2010 | 121.432  | 701.425  | 17,3     | 52        | 44              | 8               | 2.335                 |         | 35         | 149        | 29         |
| 2013 | 170.294  | 759.616  | 22,4     | 58        | 51              | 7               | 2.936                 |         | 37         | 168        | 26         |